# مانتوو ویلکیه
مانتوو ویلکیه (به لاتین: Mątowy Wielkie) یک روستا در لهستان است که در گمینا میووراز واقع شده‌است. مانتوو ویلکیه ۳۵۳ نفر جمعیت دارد.